# Chomętowo (województwo lubuskie)
Chomętowo (niem. Hermsdorf) – wieś w Polsce położona w województwie lubuskim, w powiecie strzelecko-drezdeneckim, w gminie Dobiegniew.
W latach 1975–1998 miejscowość administracyjnie należała do województwa gorzowskiego.

## Historia
Chomętowo wzmiankowano po raz pierwszy w 1326 roku, kiedy to wojska Władysława Łokietka spustoszyły wieś. W 1333 roku Betkin von der Osten najechał tutejszy zamek. Od 1350 roku dobra znajdowały się w posiadaniu rodu von der Osten z Drezdenka. Według przekazu z 1374 roku właścicielem jest margrabia, który oddał założenie obronne wraz z dworem w ręce Jacoba von Papstein i Bedekena von dem Borne. Następnie zespół wraz dworem przeszedł w posiadanie Zakonu Krzyżackiego i z inicjatywy zakonu prowadzono w obrębie założenia roboty budowlane o charakterze fortyfikacyjnym, wzmiankowane w dokumentach krzyżackich. W latach 1411 i 1422 zamek był plądrowany przez wojska polsko-litewskie, a w 1433 – wojska husyckie. Naprawy były wykonane przez Henryka Rabensteina. W 1454 roku założenie odzyskał ród von Papstein, ale w 1465 roku Burchard von Papstein zrzekł się majątku na rzecz elektorów brandenburskich. 
Znajdowała się tutaj m.in. wdowia rezydencja Elżbiety Hohenzollern. Następnie założenie stanowiło siedzibę wójta Nowej Marchii – Henryka von Borke, aby od lat 70. XV wieku do 1945 roku znajdować się w posiadaniu rodu von Brand.
W 1878 roku von Brandowie z Chomętowa, Długiego, Ługów i Osieka, utworzyli majorat liczący 6230 ha, a na czele ordynacji stanął płk. Eusebius von Brand. Właściciele majątku zbudowali w Chomętowie założenie folwarczne z dworem z około lat 70. XIX wieku. Średniowieczny dom z cegły został adaptowany na cele gospodarcze.

## Zabytki
Do wojewódzkiego rejestru zabytków wpisane są:
- kościół ewangelicki, obecnie rzymskokatolicki kościół filialny parafii w Dobiegniewie pod wezwaniem Dzieciątka Jezus[6], z 1899 roku

- Dwór z lat 70. XIX wieku. Na początku XX wieku wzniesiono piętrową oficynę od wschodniej strony budynku, a następnie również piętrową przybudówkę z drugiej strony i łącznik z oficyną.
- Dwór gotycki z XIV wieku, ceglany na planie prostokąta, pierwotnie wejście prowadziło z zewnątrz przez drewniany ganek. W elewacji południowej widoczne są ślady wykusza latrynowego. Od XIX wieku dwór pełni rolę spichlerza[4].